# Arntor
Arntor – drugi album norweskiego zespołu viking/blackmetalowego Windir, wydany w latem 1999 roku w Norwegii oraz jesienią 1999 roku na świecie, ponownie za pośrednictwem wytwórni Head Not Found. Jest to ostatni album, na którym Valfar zagrał na większości instrumentów. Utwór Svatasmeden og Lundamyrstrollet oparty jest na legendzie popularnej w Sogndal, opowiadającej o kowalu oraz Lundamyri, domu trolla, natomiast utwór Arntor, ein Windir na starej piosence ludowej. Album w grudniu 2009 roku doczekał się reedycji w Brazylii, za pośrednictwem Somber Music.

## Lista utworów
1. "Byrjing" (Początek) – 3:17
2. "Arntor, ein Windir" (Arntor, wojownik) – 6:56
3. "Kong Hydnes Haug" (Grobowy kopiec króla Hydnesa) – 6:36
4. "Svartesmeden Og Lundamyrstrollet" (Kowal i troll z Lundamyri) – 9:02
5. "Kampen" (Konflikt) – 6:35
6. "Saknet" (Tęsknota) – 10:03
7. "Ending" (Zakończenie) – 3:38

## Twórcy
- Valfar - wokale, gitara elektryczna, gitara basowa, keyboard, akordeon

### Muzycy sesyjni
- Steingrim - perkusja
- B. T. Aroy - keyboard (w utworze 7)
- I. R. Aroy - gitara elektryczna (w utworach 2, 4, 6)
- Harjar - gitara elektryczna (w utworach 3, 5)
- Steinarson - czyste wokale

### Produkcja
- Valfar - miks, produkcja
- Vegard Bakken - fotografia
- Pytten - miks
- J. E. Bjork - design
- Erik Evju  - layout